# الساحة الملكية (كيبك)
الساحة الملكية الواقعة في كيبك القديمة الدنيا تعتبر المنشاة الفرنسية الأقدم في أمريكا.

## التاريخ
يطلق عليها اسم "مهد الحضارة الفرنسية في أمريكا"، الساحة الملكية يمتد إلى الموقع حيث صأمويل شمبلين بدأ تشييد مركز محصنفي عام 1608. المباني التي بنيت كمحلات روي، خدمت في المقام الأول تجارة الفراء مع الأمريكيين الأصليين، الذين كانوا في بعض الأحيان ياتون للصيد وبيع منتجاتهم.

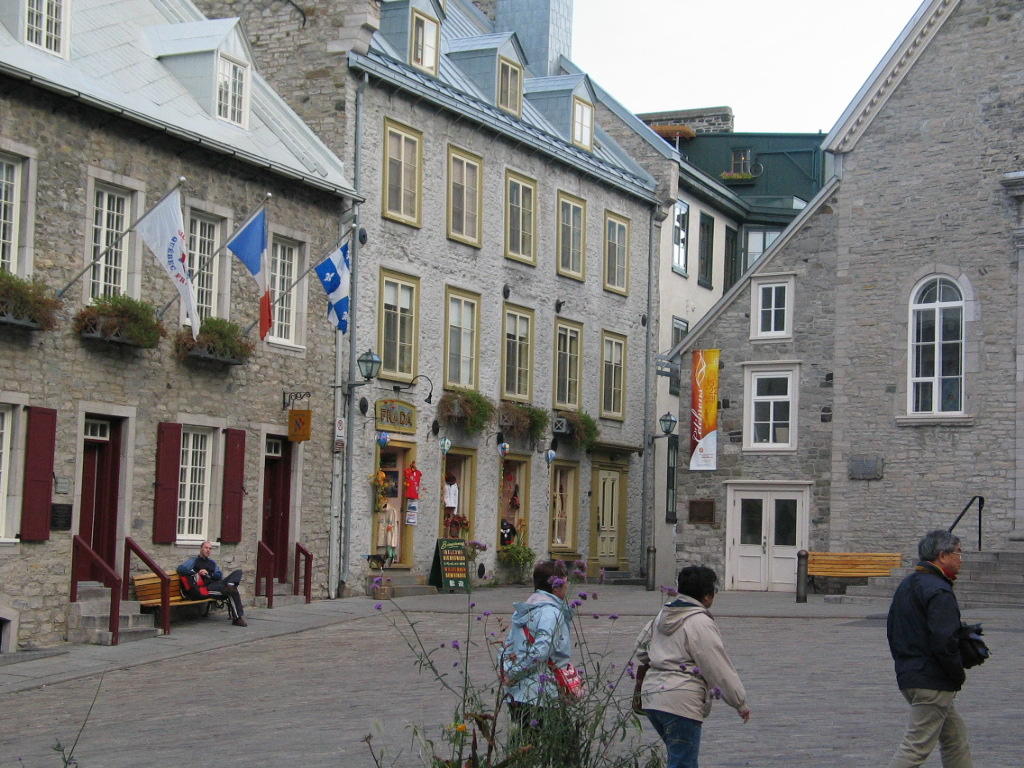
الساحة الملكية

مركز كيبك تطور بسرعة خلال القرن السابع عشر وشكل ما يسمى الآن كيبك القديمة الدنيا. بعد حريق عام 1682، تم بناء مبان ذات جدران مانعة للحريق من الحجر تكل على ساحة، التي لا تزال تحمل اسم ساحة السوق. التمثال النصفي ل"الملك الشمس"، لويس الرابع عشر، اقيم في 1686 من قبل ستيوارد إفري. المكان أخذ اسمه الحالي حينئذ الساحة الملكية.
كان المكان مركزا تجاريا ذا أهمية في فرنسا الجديدة. من هذه المبان تحمل المنتجات المخصصة لأوروبا، ويتم في شوارعها انزال المنتجات المستوردة من القارة العجوز.

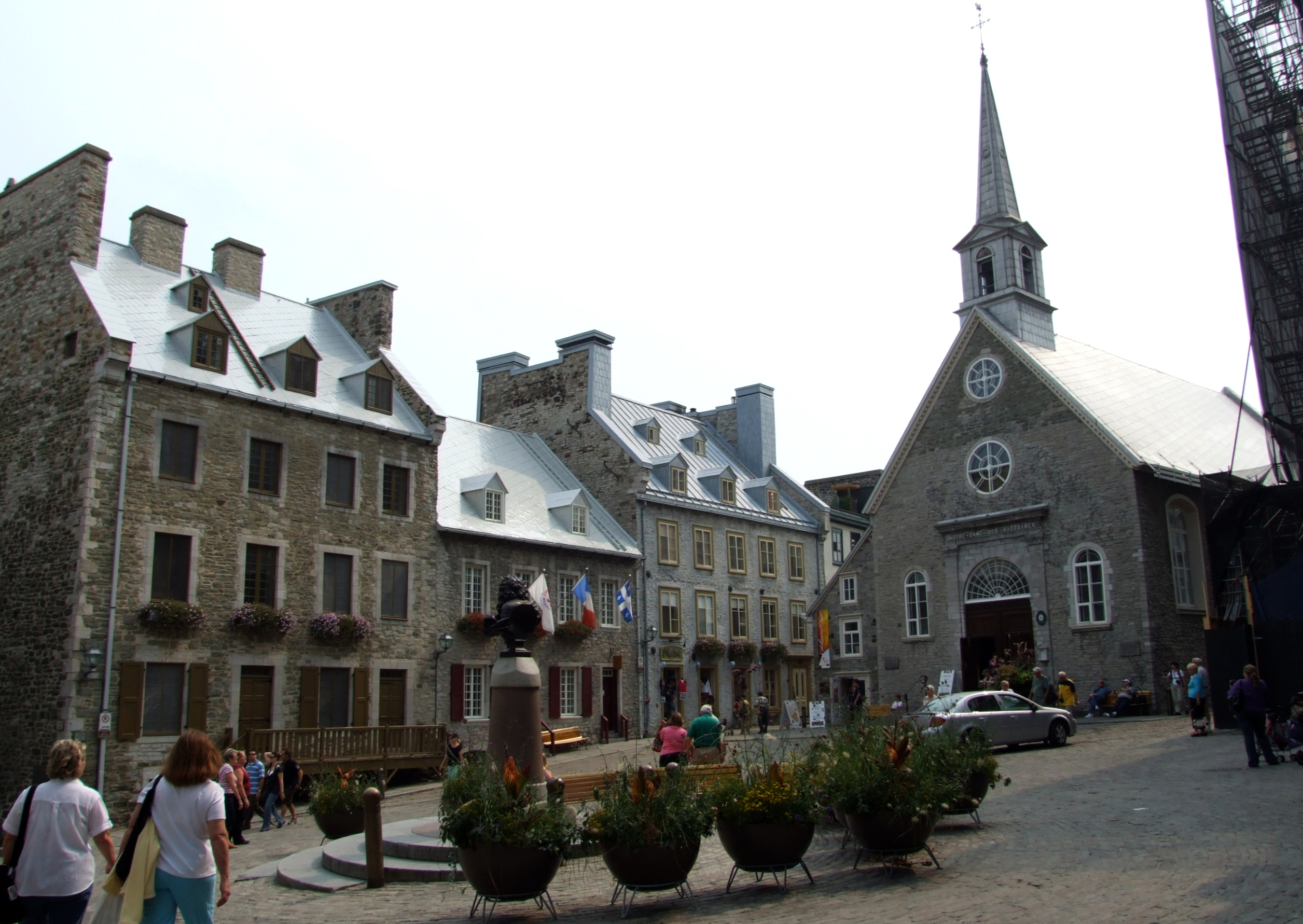
منظر لكنيسة من الساحة

في 1759، دمر الجيش البريطاني بقيادة الجنرال جيمس وولف جزءا كبيرا من المدينة، وترك الساحة الملكية في حالة خراب. الإنجليز، الآن سادة البيت، قاموا بتجديد المكان وتطوير أعماله: التجار وأصحاب السفن والمهندسون المعماريون الآن يسكنون في أجمل المباني.
في القرن التاسع عشر مع الثورة الصناعية، التي تفضل الأخشاب على المعادن ومع نمو ميناء مونتريال، فقدت الساحة الملكية دورها كمركز للتجارة. وقعت المنطقة تدريجيا في الظلام والعزلة والخراب حتى عام 1967، عندما قرر حاكم كيبك إعادة تأهيل المنطقة. سمى كذلك الساحة الملكية بالمكان المحيط بها.
عمليات إعادة التاهيل، التي فضلت اسلوب العمارة من القرن الثامن عشر، هدمت المباني التي شيدت خلال القرون السابقة، الشيء الذي كان مثيرا للجدل، بما في ذلك على حصره كمشروع سياحي.

## وصف الساحة

في قلب كيبك القديمة الذي صنف في لائحة التراث العالمي في 1985 يحد الساحة شارع دالهوسي وشاحل الجبل وشارع شمبلن الصغيرو من الشمال بالسفح.
المنطقة لديها العديد من المباني التاريخية والسياحية والثقافية، بما في ذلك:
- تمثال نصفي من البرونز للملك لويس الرابع عشر، الذي أقيمفي 1686
- كنيسة نوتر دام دي فكتوار أقدم كنيسة من الحجر في أمريكا مبنية في 1688
- جزء من مساكن شمبلن
- مركز التفسير في الساحة الملكية المخصص للحي
- منزل فورنيل الذي توجد فيه جمعية كيبك فرنسا
- منزل الفارس * مطعم les Voûtes du Cavoure

## حول الساحة

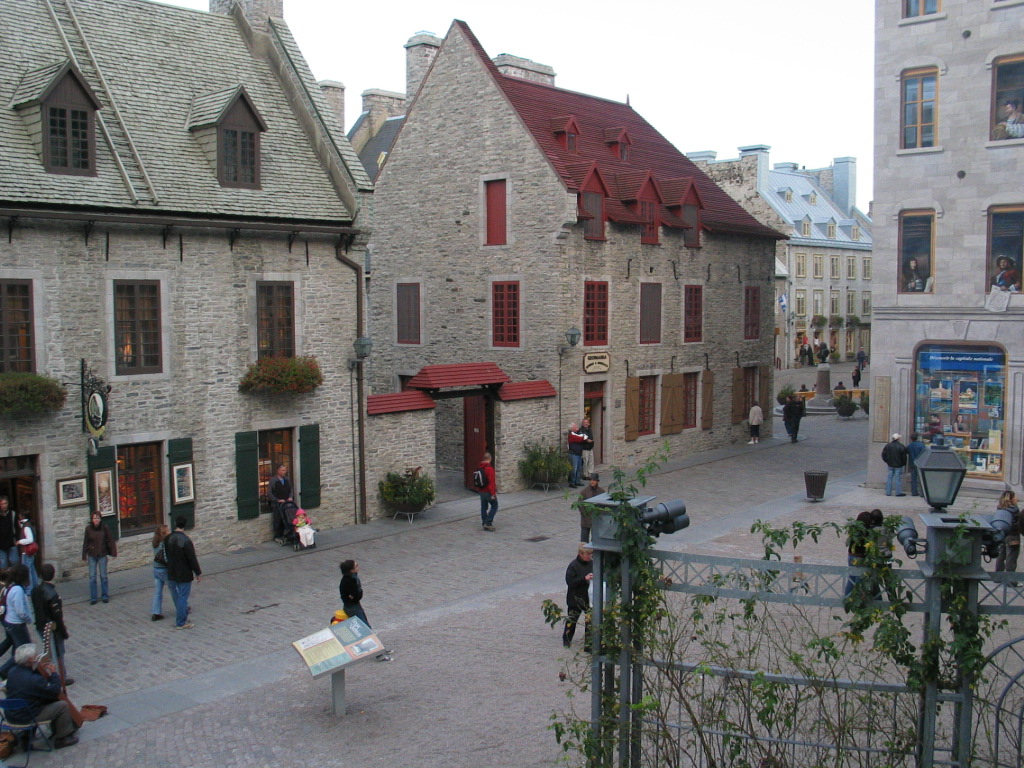
الساحة الملكية
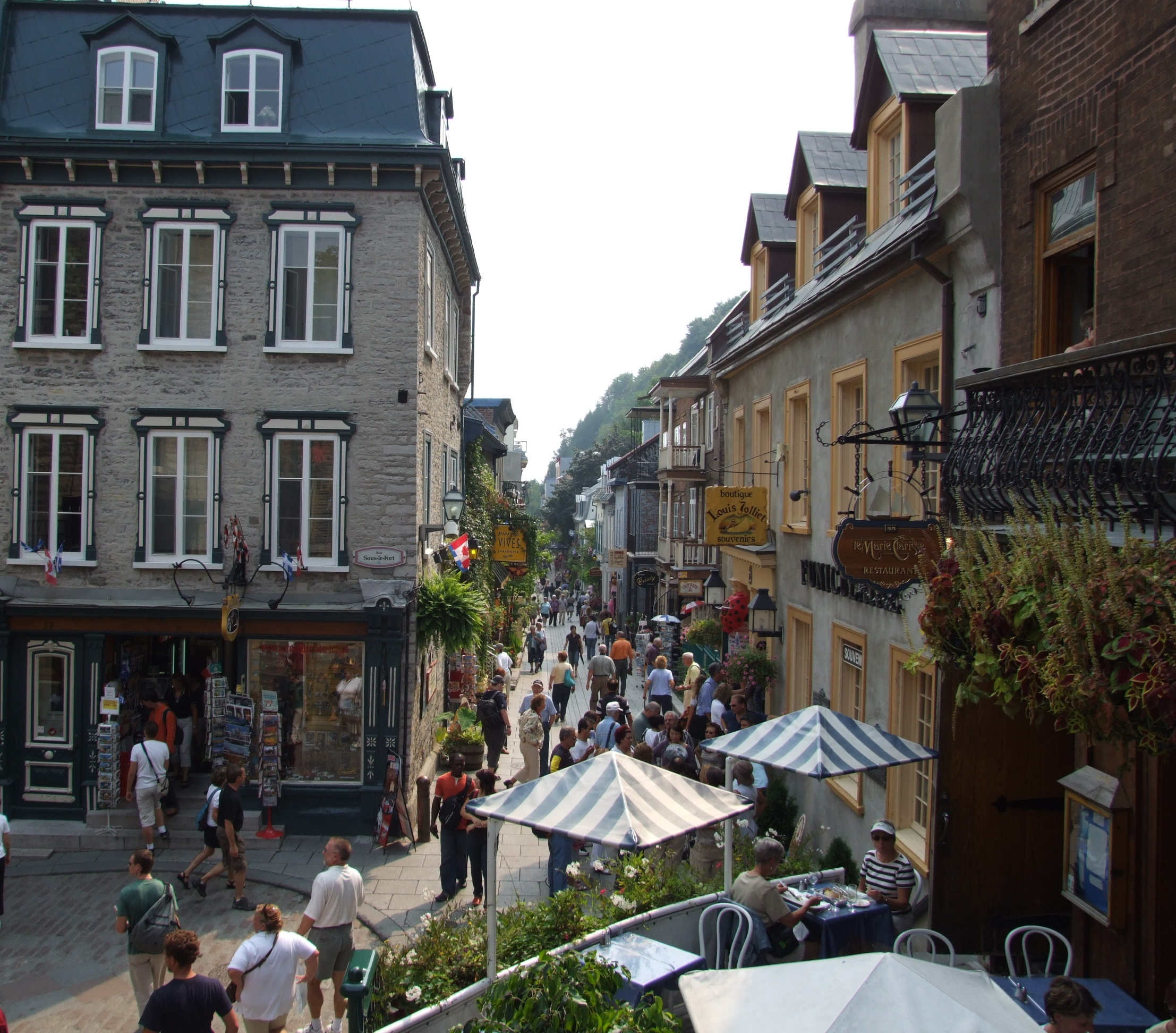
شارع شمبلن الصغير
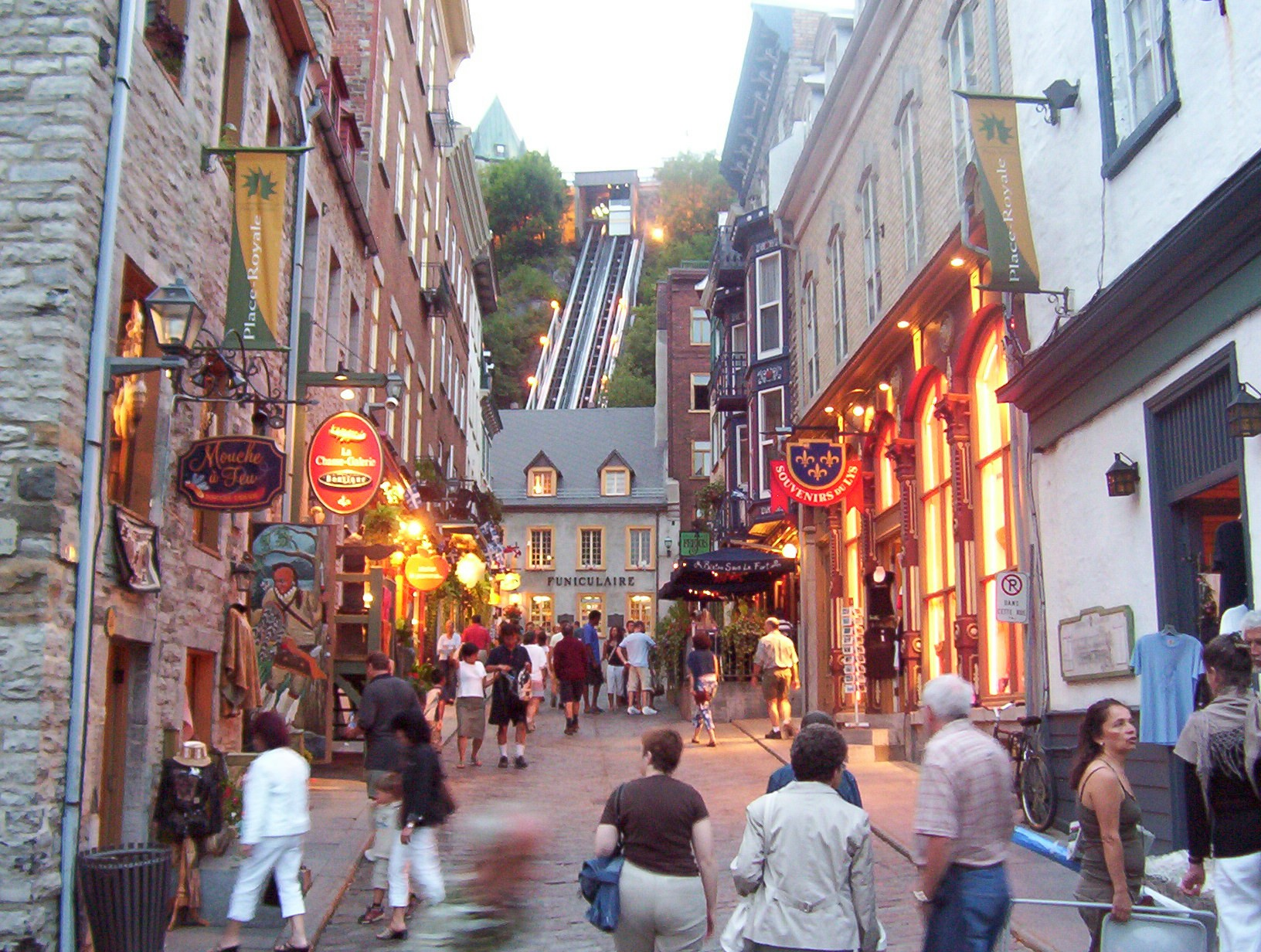
شارع سول فور

## الكتب
- Jean Poirier, Histoire de la ville de Québec 1608-1871, Éditions Boréal, 1987
- Ministère des Affaires culturelles, Place-Royale berceau d'une ville, Les Publications du Québec, 1986
- Renée Côté, Place-Royale. Quatre siècles d'histoire, Musée de la Civilisation, 2000

## وصلات خارجية
- كنوز واسرار الساحة الملكية